# Waller (Texas)
Waller es una ciudad ubicada en el condado de Waller en el estado estadounidense de Texas. En el Censo de 2010 tenía una población de 2326 habitantes y una densidad poblacional de 434,48 personas por km².

## Geografía
Waller se encuentra ubicada en las coordenadas 30°3′37″N 95°55′21″O / 30.06028, -95.92250. Según la Oficina del Censo de los Estados Unidos, Waller tiene una superficie total de 5.35 km², de la cual 5.34 km² corresponden a tierra firme y (0.24%) 0.01 km² es agua.

## Demografía
Según el censo de 2010, había 2326 personas residiendo en Waller. La densidad de población era de 434,48 hab./km². De los 2326 habitantes, Waller estaba compuesto por el 64.45% blancos, el 20.89% eran afroamericanos, el 0.99% eran amerindios, el 0.86% eran asiáticos, el 0% eran isleños del Pacífico, el 10.19% eran de otras razas y el 2.62% pertenecían a dos o más razas. Del total de la población el 26.57% eran hispanos o latinos de cualquier raza.